# Mysmenopsis furtiva
Mysmenopsis furtiva là một loài nhện trong họ Mysmenidae.
Loài này thuộc chi Mysmenopsis. Mysmenopsis furtiva được miêu tả năm 1989 bởi Coyle & Meigs.